# تانيا ديكسون
تانيا ديكسون (بالإنجليزية: Tania Dixon)‏ هي منافسة ألعاب القوى نيوزيلندية، ولدت في 3 أكتوبر 1970.

## وصلات خارجية
- تانيا ديكسون على موقع الاتحاد الدولي لألعاب القوى (الإنجليزية)
- تانيا ديكسون على موقع اللجنة الأولمبية النيوزيلندية (الإنجليزية)
- تانيا ديكسون على موقع اتحاد ألعاب الكومنولث (مؤرشف) (الإنجليزية)